# Шестой игрок
«Шестой игрок» (англ. The 6th Man, The Sixth Man) — американская спортивная комедия Рэндолла Миллера, с Марлоном Уэйансом и Кадимом Хардисоном в главных ролях. В США фильм вышел в прокат 28 марта 1997 года. В картине представлены реальносуществующие школы Национальной ассоциации студенческого спорта (NCAA), хотя составы команд являются вымышленными. В фильме показаны команды университетов Вашингтона, Массачусетса (Амхерст), штата Калифорния (Фресно), Джорджтауна, Кентукки, Арканзаса, УКЛА и другие.

## Сюжет
В начале фильма нас знакомят с двумя братьями Антуаном (Кадим Хардисон) и Кенни Тайлерами (Марлон Уэйанс) в детском возрасте (1986 год), играющими в баскетбольном матче. Их девиз, придуманный матерью (Сандра МакКлейн) - «А и К: До конца!» (A & K: All the Way). Их отец, Джеймс (Гарольд Сильвестр), тренирует команду и настраивает Кенни на последнюю атаку, которая может принести им победу, но Кенни, из-за страха промазать, отдаёт мяч Антуану, который промахивается. Позже тем же вечером братья играют в баскетбол  во дворе, где Кенни пытается подбодрить Антуана, который всё ещё расстроен из-за промаха. Отец говорит им, что всё, что им нужно сделать, это быть вместе, и всё может случиться. После чего Джеймс успокаивает Кенни, говоря что бы он и дальше рисковал и бросал мяч всякий раз, когда у него есть шанс и не боялся промахов.
Далее нас переносят в настоящее время. Антуан и Кенни учатся в Вашингтонском университете, где являются лидерами баскетбольной команды «Хаскис». Команда отправляется в ночной клуб, чтобы отпраздновать свою последнюю победу. В клубе Кенни знакомится с университетским репортёром Ар-Си Сент-Джон (Майкл Мишель).
В гостевом матче против УКЛА, Антуан делает слэм-данк после передачи брата и виснет на кольце, но вдруг теряет сознание и падает на паркет. Его вывозят из зала и транспортируют в госпиталь в машине скорой помощи, но он умирает по дороге в больницу. Оказалось, что у него случился сердечный приступ. После матча в раздевалке тренер Педерсон (Дэвид Пеймер) сообщает Кенни и команде, что Антуан умер.
В следующей игре «Хаскис» в знак уважения выводят из обращения номер Антуана. Команда начинает разваливаться. Без брата рядом Кенни теряет драйв и постоянно преследуется прессой. Однако во время одной из игр начинают возникать странные ситуации, которые приводят к неожиданному выигрышу команды. Позже в раздевалке появляется дух Антуана, который изначально пугает Кенни, но, в конце концов, он понимает, что это действительно Антуан. Он объясняет, что причина, по которой он вернулся, состоит в том, что Кенни вызвал его и что он единственный, кто может его видеть и слышать.
Одноклубники Кенни начинают задавать ему вопросы о его поведении (поскольку они не видят Антуана). В итоге, Кенни не выдерживает и рассказывает им о возвращении Антуана, что приводит их в недоумение. Команда уже готова поверить в сумасшествие Кенни, но Антуан, используя сверхъестественные силы, быстро убеждает их в своём присутствии.
С помощью Антуана команда начинает побеждать и, в конечном счёте, попадает на турнир NCAA впервые за более чем десятилетие. Между тем, между Кенни и Ар-Си начинаются отношения, несмотря на попытки Антуана помешать этому, так как он считает, что Ар-Си встречается с его братом только для того, чтобы получить от него откровение о том, что Антуан на самом деле помогает команде. Изначально это является правдой, но, в конечном счёте, она выбрасывает сенсационную статью.
Остальная команда начинает испытывать опасения относительно того, как Антуан помогает им в играх. Они ссорятся с Кенни по этому поводу, а Лютер ЛаСэлл, после заброшенного с помощью Антуана мяча, говорит Кенни: «Он был неуважителен при жизни и стал ещё хуже, как мертвец». Кенни рассказывает об этом брату, что приводит того в ярость и в припадке он громит раздевалку. Успокоившись, Антуан говорит Кенни, что он никогда не хотел уходить, поскольку у него были планы и дела, которые он хотел сделать. Кенни говорит команде, что хочет, чтобы Антуан остался, потому что не хочет снова потерять брата. Однако в Финале четырёх против «Джорджтауна» Антуан наносит серьёзную травму их лидеру и близкому другу Кенни, Джерроду Смиту (Флекс Александер). Ар-Си приходит посмотреть, как Кенни посещает игрока в больнице, зная что это из-за Антуана, так как она обнаружила его дух на видеозаписи игры. Она говорит Кенни, что, несмотря на то, что Антуан мёртв, Кенни всё ещё разрешает ему побеждать с помощью своей жизни, на что он отвечает ей, что она не понимает, как тяжело было ему жить своей жизнью без брата. Ар-Си понимает, но говорит, что Кенни никогда не будет жить по-настоящему, если он не отпустит Антуана. После чего, Кенни говорит Антуану, чтобы он не вмешивался во время игры, иначе они добровольно снимутся с чемпионата. Разочарованный Антуан остаётся поблизости, но не участвует в игре.
Команда играет плохо в первой половине финального матча. В перерыве игры Кенни произносит речь, чтобы завести команду, сказав им, что Антуан всё ещё с ними - в их сердцах. Тренер рад тому, что Кенни наконец-то стал лидером, как он и хотел, а Антуан в слезах гордится своим братом. Команда во второй половине начинает догонять соперников. Кенни совершает дальний бросок на последних секундах матча, который может принести команде победу, Антуан хочет помочь ему, но Кенни просит не трогать мяч и, в итоге, тот попадает в кольцо. «Хаски» выигрывают чемпионат в первый раз. Закончив свою работу, Антуан возвращается на Небеса. Кенни останавливает его, чтобы прожить последний момент со своим братом. Антуан говорит Кенни, что он гордится им (поскольку он никогда не позволял Кенни делать что-то самому по себе), и что он всегда будет с ним, как говорил их отец в детстве. Кенни возвращается праздновать к команде, а Антуан уходит вдаль под множеством огней. Тренер Педерсон видит это и спрашивает Кенни, был ли это Антуан («Это наш шестой игрок, не так ли?»), на что Кенни признаётся, и произносит: «А и К: До конца!».

## В ролях
- Марлон Уэйанс — Кенни Тайлер
- Кадим Хардисон — Антуан Тайлер
- Дэвид Пеймер — тренер Педерсон
- Майкл Мишель — Ар-Си Сент-Джон
- Кевин Данн — Микулски
- Гэри Джонс — Герц
- Лорензо Орр — Малик Мейджор
- Владимир Кук — Зиги Хрбачек
- Трэвис Форд — Дэнни О`Грейди
- Джэк Карулетва — Лютер ЛаСэлл
- Крис Спенсер — Джимми Стаббс
- Кирк Бейли — тренер Николлс
- Сандра МакКлейн — Камила Тайлер
- Гарольд Сильвестр — Джеймс Тайлер

В эпизодической роли парня в баре сыграл тогда ещё не известный Уилл Сассо (в титрах указан, как Уильям Сассо). Одного из игроков «Хаскис» сыграл Крейг Уэйанс (член кинодинастии Уэйанс). Также в фильме присутствует много баскетбольных камео (бывших игроков, тренеров, комментаторов), таких как  Дик Витале, Билл Уолтон, Брэд Несслер, Джон Томпсон, Джеймс "Бруйзер" Флинт, Нолан Ричардсон, Джерри Тарканян, Джордж Рэвелинг, Билли Пэкер, Тодд Боузмэн, Джим Хэррик, Крис Марлоу, Лют Олсон.

## Производство
Фильм был снят в Сиэтле (Вашингтон, США) и Ванкувере (Британская Колумбия, Канада) с 2 апреля по 17 мая 1996 года. По оценкам, бюджет составил 11 млн. долларов.

## Релиз
Фильм был выпущен 28 марта 1997 года и собрал 4 128 178 долларов кассовых сборов в первые выходные и 14 772 788 долларов в итоге.

## Приём
На Rotten Tomatoes «Шестой игрок» получил рейтинг одобрения 23% и средний рейтинг критиков 3,8/10 на основе 13 отзывов. Роджер Эберт сказал о фильме: «Это ещё одна спортивная "картина по трафарету". Это рассказ о студенческой баскетбольной команде, которая попадает в финал NCAA с помощью призрака своей мёртвой звезды. Не говорите о том, насколько это предсказуемо. Давайте поговорим о том, как это немыслимо... Такие фильмы, как «Шестой игрок», являются примером мышления первого уровня, в которых режиссёры получают лёгкую, очевидную идею и довольствуются этим».

## Саундтрек
Саундтрек был выпущен 25 марта 1997 года «Hollywood Records». Он достиг 33-й строчки в Top R&B/Hip-Hop Albums.